# Мумбай-Хай – Хеєра – Уран
Мумбай-Хай – Хеєра – Уран – індійська газопровідна система, яка забезпечує видачу продукції ряду родовищ офшорного басейну Мумбай.
В 1991-му спорудили ділянку газопроводу від нафтового родовища Хеєра (видало першу продукцію у 1989-му, проте повномасштабна розробка стартувала в 1993 – 1994 роках) до газопереробного заводу Уран (на узбережжі трохи південніше від Мумбаї). Вона мала довжину 81 км та була виконана в діаметрі 600 мм. 
Пропускна здатність лінії Хеєра – Уран становила 16 млн м3 на добу, що значно перевищувало потреби як Хеєри, так і підключеного до системи іншого нафтового родовища Ніілам (введене в розробку в 1993 – 1994). Втім, вже у 1995-му завершили проект, який подав до Хеєри ресурс із найбільшого нафтового родовища країни Мумбай-Хай, що наближалось до піку видобутку. Для цього спорудили газопровід довжиною 142 км з діаметром 750 мм від розташованого у південній частині Мумбай-Хай процесингового комплексу ICP, крім того, північну частину Мумбай-Хай підключили до лінії ICP – Хеєра за допомогою перемички довжиною 30 км з діаметром 450 мм.
Станом на середину 2010-х пропускна здатність лінії Хеєра – Уран використовувалась лише на 13%.